# Lampornis calolaemus
El colibrí montañés gorgimorado o gorguimorado, gema de garganta morada o colibrí gorjipúrpura (Lampornis calolaemus) es una especie de ave apodiforme de la familia Trochilidae —los colibríes— perteneciente al género Lampornis. Es nativo del este de América Central.

## Distribución y hábitat
Se distribuye de forma disjunta por las tierras altas del suroeste de Nicaragua, noroeste de Costa Rica y centro-oeste de Panamá.
Esta especie es considerada de común a localmente abundante en sus hábitats naturales: los bosques montanos húmedos siempreverdes, principalmente en terrenos accidentados con fuerte pendiente. En altitudes entre 800 a 2500 m, pero puede bajar hasta los 300 m después de la reproducción.

## Ecología
Se alimenta principalmente de néctar, extraído de una variedad de flores. En las rubiáceas, Psychotria elata y Palicourea lasiorrachis, es el principal polinizador. Al igual que otros colibríes también se alimenta de pequeños insectos como una fuente esencial de proteína. Los machos defienden las flores y matorrales en sus territorios de alimentación y son dominantes sobre la mayoría de los colibríes.
Las hembras tienen el pico ligeramente más largo que los machos. Hay un cierto grado de diferenciación de nichos entre los sexos. Aunque ambos prefieren flores con una corola de 14–21 mm de longitud por 3,5–8 mm de ancho, las hembras con mucha más frecuencia que los machos prefieren plantas con corolas más largas y más delgadas.
La hembra es totalmente responsable de la construcción del nido y de la incubación. Pone dos huevos blancos en un nido profundo en forma de copa, hecho de fibras vegetales a una altura de 0,7 a 3,5 m, en un matorral, un árbol pequeño o vid. La incubación dura de 15 a 19 días y el emplumado otros 20 o 26 días.

## Sistemática

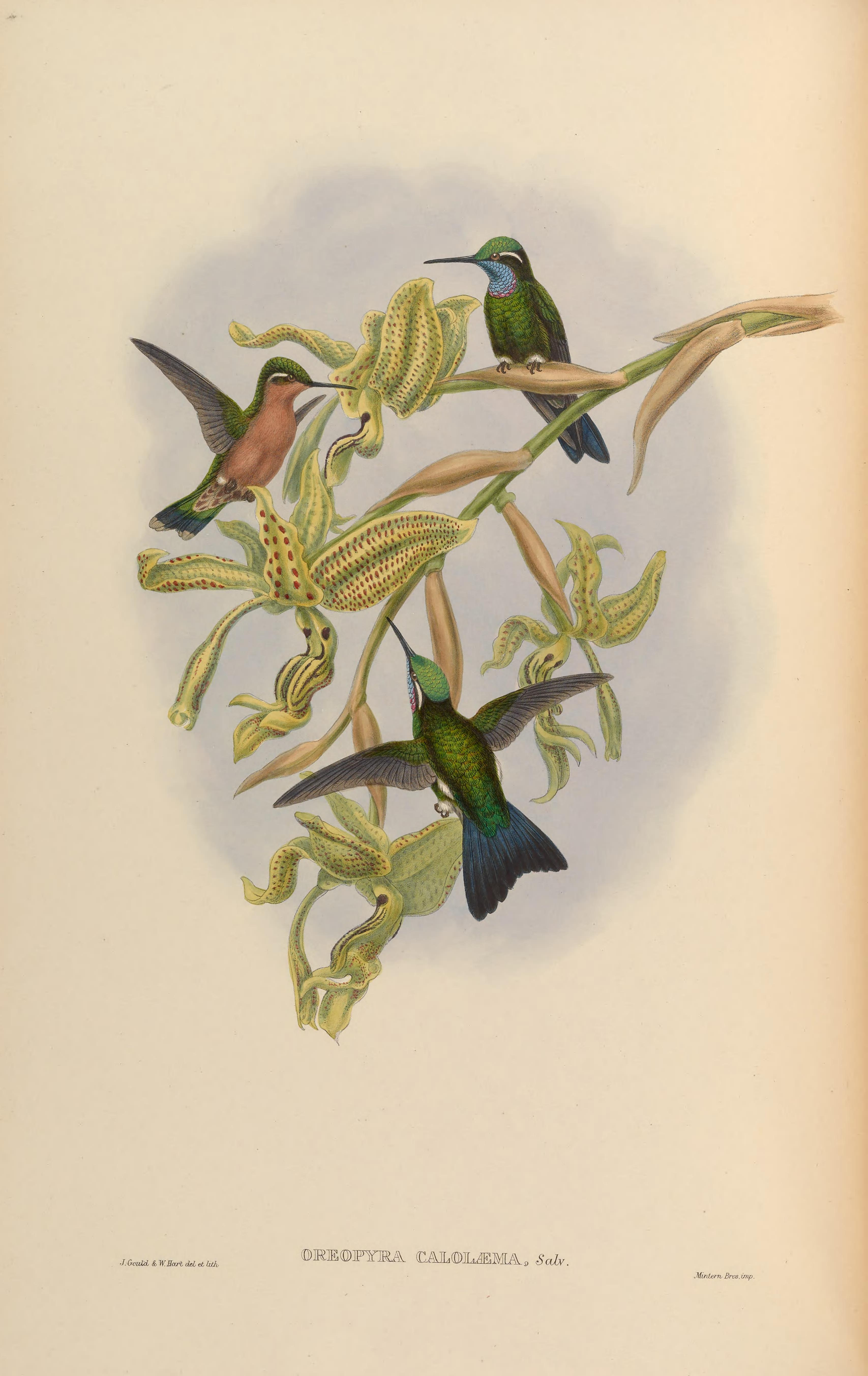
Oreopyra calolaema, ilustración de Gould y Hart en A monograph of the Trochilidae, or family of humming-birds Supplement, 1880.

### Descripción original
La especie L. calolaemus fue descrita por primera vez por el zoólogo británico Osbert Salvin en 1865 bajo el nombre científico Orepyra calolaema; su localidad tipo es: «volcán de Cartago, Costa Rica».

### Etimología
El nombre genérico masculino «Lampornis» se compone de las palabras del griego «lampē» que significa ‘antorcha’, ‘luz’, y «ornis» que significa ‘ave’; y el nombre de la especie «calolaemus», se compone de las palabras del griego «kalos» que significa ‘hermoso’, y «laimos» que significa ‘garganta’.

### Taxonomía
Ya fue tratada como conespecífica con Lampornis castaneoventris. La forma descrita Oreopyra venusta Lawrence, 1867 es un sinónimo de la subespecie nominal.

### Subespecies
Según las clasificaciones del Congreso Ornitológico Internacional (IOC) y Clements Checklist/eBird, se reconocen tres subespecies, con su correspondiente distribución geográfica:
- Lampornis calolaemus pectoralis (Salvin), 1891 – desde el extremo sur de Nicaragua hasta el noroeste de Costa Rica (Cordillera de Guanacaste).
- Lampornis calolaemus calolaemus (Salvin) 1865 – cordillera Central y extremo norte de la cordillera de Talamanca (centro de Costa Rica).
- Lampornis calolaemus homogenes Wetmore, 1967 – vertiente del Pacífico del sur de Costa Rica (probablemente) y oeste de Panamá (desde el centro de Chiriquí hasta Coclé).